# Pressetik
Pressetik, en typ av tillämpad etik, syftar till att definiera vad som är lämpligt att, med hänsyn taget till individers välbefinnande, publicera. Det omfattar även hur journalister förväntas utföra sitt uppdrag.

## Pressetik i Sverige
Pressetiken i Sverige regleras av
- Pressens publicitetsregler, 17 regler vars efterlevnad bevakas av Pressombudsmannen (PO) och Pressens opinionsnämnd (PON)
- Pressens yrkesregler, 12 regler vars efterlevnad bevakas av Journalistförbundets yrkesetiska nämnd

Inom svensk press (och andra jämförbara media) finns allmänna överenskommelser och i viss mån lagar som reglerar vad som kan publiceras, exempelvis i samband med rapportering om brott. Två storheter ställs här mot varandra, å ena sidan allmänhetens önskan och rätt till information ("allmänintresset"), å andra sidan enskilda individers rätt till personlig integritet och privatlivets helgd, exempelvis vid publicering av namn och bilder. 
De pressetiska reglerna uppmanar också till korrekta nyheter, inklusive att löpsedlar, rubriker och ingresser ska ha täckning i texten. Uppgifter från exempelvis anonyma källor eller andra tidningar får inte övervärderas utan bör kontrolleras. Illustrationer och bildretuschering får inte används på ett vilseledande sätt. Artiklarna skall vara allsidiga, och ge kritiserade personer möjlighet att försvara sig.
Pressombudsmannen är en frivillig organisation med tvingande medel, vilket är mycket ovanligt. De medier som står bakom den har alltså valt att underkasta sig reglerna utan undantag.

### Skyddandet av personlig integritet
I ett allt tätare och hårdare mediaklimat har pressetiken under 2000-talet kommit att bli en alltmer utsatt fråga. Exempel på tillfällen när pressetiken kommit i fokus är rapporteringen efter mordet på Anna Lindh och bevakningen av Knutbyrättegången. Eftersom de belyser olika sätt som den personliga integriteten kan drabbas, kommer de här att går igenom helt kort - för mer ingående detaljer se respektive artikel. Det är en svensk princip att inte publicera namn på misstänkta innan de är dömda, eller på vittnen och offer, såvida de inte redan är kända.

#### Knutbyrättegången
Se även: Knutbydramat § Medierapportering
Efter mordet i Knutby 2004 uppstod ett enormt mediasug. Utredningen innehöll många mediamässigt mycket starka komponenter såsom rykten om extrem sexualitet, otrohet, manipulering och utnyttjande av svagare individer. 
Församlingens medlemmar och närstående till mordoffret sektstämplades av nyhetsmedia istället för att beskrivas som brottsoffer. Invånarna i det lilla samhället där dramat utspelats, ledning och medlemmar i de inblandades församling, närstående till de inblandade och de inblandade själva blev mycket uppmärksammade i media och stod under betydligt större press än vad som vore fallet under en mer typisk mordutredning. Den dömda pastorn gavs utrymme i media att från fängelset skuldbelägga andra i församlingsledningen. Media försökte utmåla händelser inom Pingströrelsen som parallellfall trots föga likhet. 
Under rättegången (maj 2004) förhöll sig olika tidningar och andra media olika till de inblandades identiteter och personliga detaljer. Expressen publicerade en falsk intervju med den skottskadade församlingsmedlemmen vilken reportern aldrig intervjuat. Reportern och fotografen hade också försökt tränga sig in på den sal på Akademiska sjukhuset där den skottskadade vårdades, varför sjukhusets informationschef kritiserade tidningens pressetiska hållning i ett brev till tidningens dåvarande chefredaktör.
Allmänheten hade ett starkt intresse, men frågan om huruvida allmänheten verkligen behövde all denna information och bevakning, ställt mot hur de som befann sig i kretsen omkring händelserna drabbades, debatterades livligt. Man höll på principen att inte publicera namn på misstänkta innan de är dömda, eller på offer, men kodnamn som "Kristi brud", "barnflickan" och "pastorn" användes väldigt mycket, och de som kände dem visste vilka de var.

## Pressetik i USA
Pressetiken i USA regleras bland annat av Society of Professional Journalists, en yrkesförening, men det är frivilliga rekommendationer. 
Deras regler har följande rubriker:
- Sök sanningen och rapportera den
- Minimiera skada
- Agera oberoende
- Var ansvarsfull

## Krig och konflikter
Under Falklandskriget var de brittiska styrkorna i mycket stort överläge vad gällde informationstillgång. Argentinska militärer har i efterhand sagt att deras bästa information kom från brittiska BBC. Speciellt uppmärksammat blev det brittiska anfallet mot Goose Green, där i efterhand brittiska media beskylldes för att genom att rapportera om uppbyggnad inför en attack där ha orsakat brittiska soldaters död.
I många sammanhang är också bilder och reportage från krigssituationer och liknande alltför känsliga för att publicera. Speciellt bilder väcker mycket starka känslor och media har i det läget att ta hänsyn till dels behovet av att informera, dels hur lämpliga eller olämpliga bilderna är att publicera. Under operationerna i Somalia och under invasionen och den efterföljande ockupationen av Irak valde exempelvis amerikanska medier ofta att inte publicera bilder på tillfångatagna, dödade eller skändade amerikanska soldater.

## Motstånd mot publicering
Ett annat sammanhang där pressetik är relevant är när krafter försöker hindra publicering av visst material, i första hand sådant som är skadligt för deras intressen. Omstörtande politiska grupper eller kriminella kan exempelvis öva utpressning direkt eller indirekt mot rapportörer, media eller journalister. I sådana sammanhang måste journalisten och beslutsfattare i samråd avgöra om man ska ta risken med tanke på inblandades säkerhet.
Sådana hot måste inte vara hot om våld, det kan också röra sig om hot om exempelvis rättslig process eller ekonomisk utpressning.

## Skydd för uppgiftslämnare
I olika länder skyddas journalister och uppgiftslämnare av olika typer och olika grader av yttrandefrihet och meddelarfrihet – det senare något som är tämligen unikt för Sverige och regleras i Tryckfrihetsförordningen. 
Många medier tillämpar principen att de om så är nödvändigt vägrar lämna ut uppgiftslämnares identitet, vilket i många fall är ett villkor för att kunna publicera känsliga uppgifter.